# 보검선인장
보검선인장(寶劍仙人掌, 학명: Opuntia ficus-indica 오푼티아 피쿠스인디카[*])은 선인장과의 다육 식물이다. 식물과 그 열매가 백년초(百年草)라는 이름으로도 알려져 있으며, "천년초"로 불리는 자단선선인장과 함께 한국 제주도에서 자생하는 귀화종 선인장류이다. 원산지는 멕시코이다.

## 사진

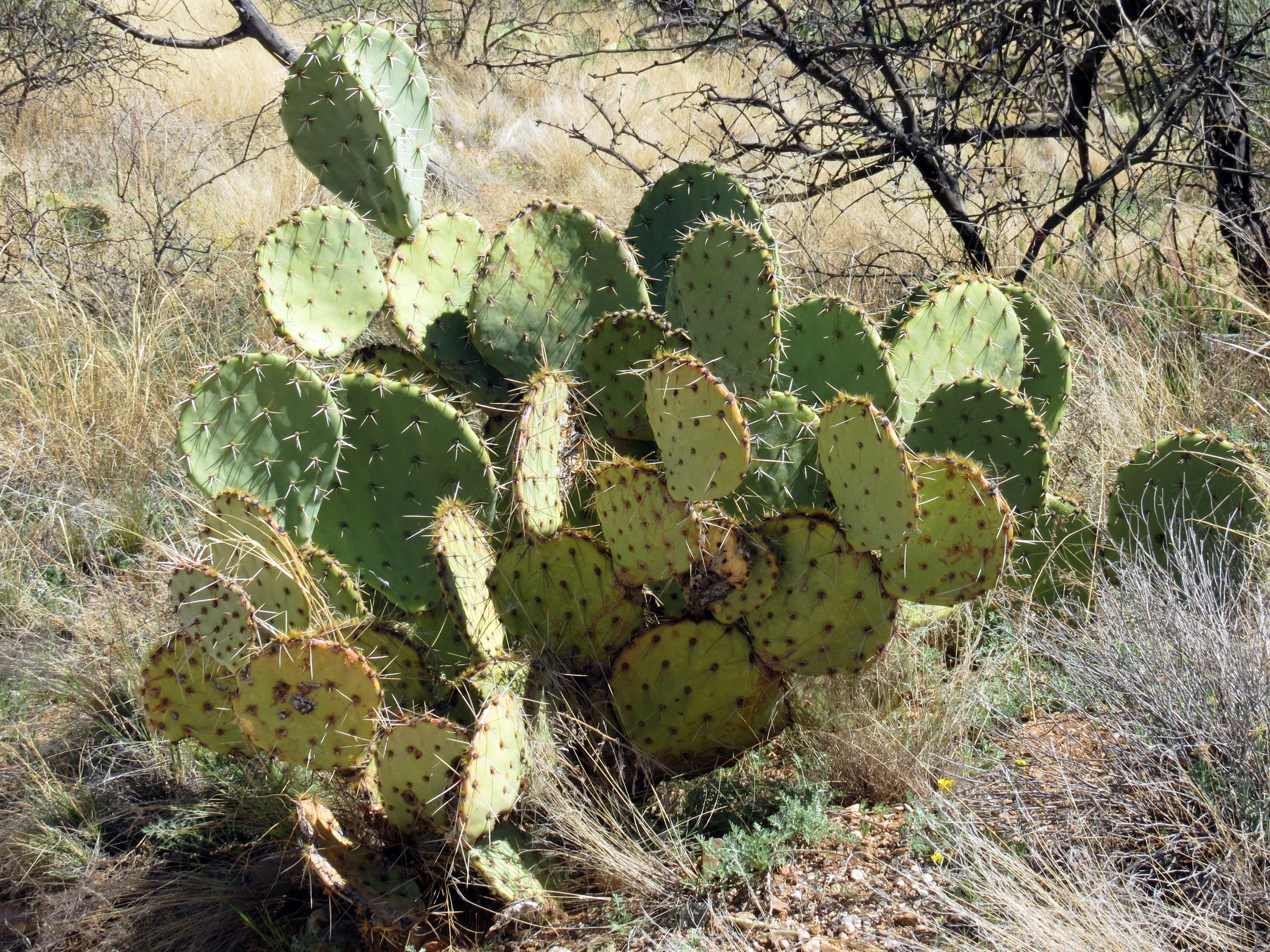
보검선인장
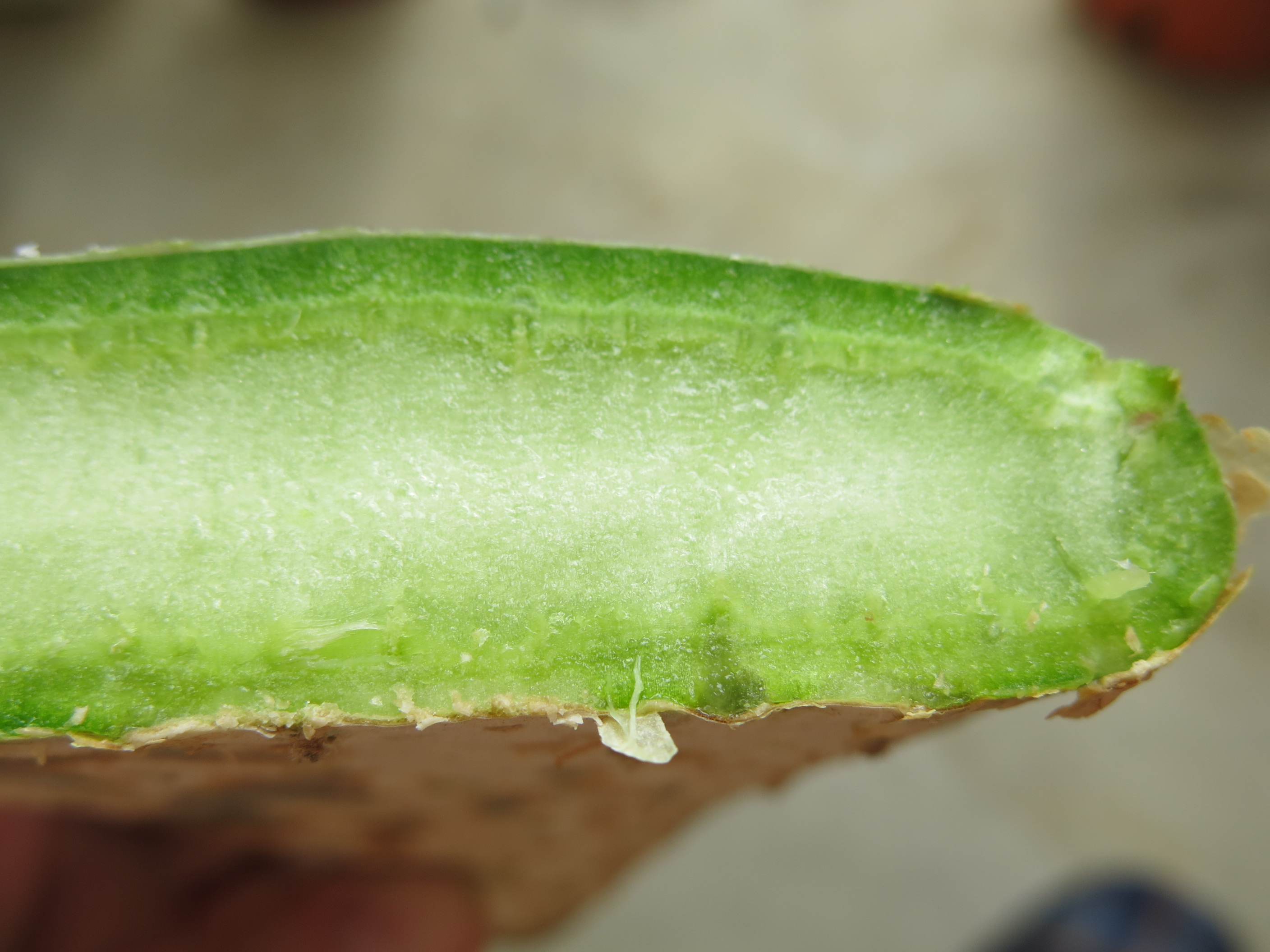
잎모양줄기(엽상경) 단면
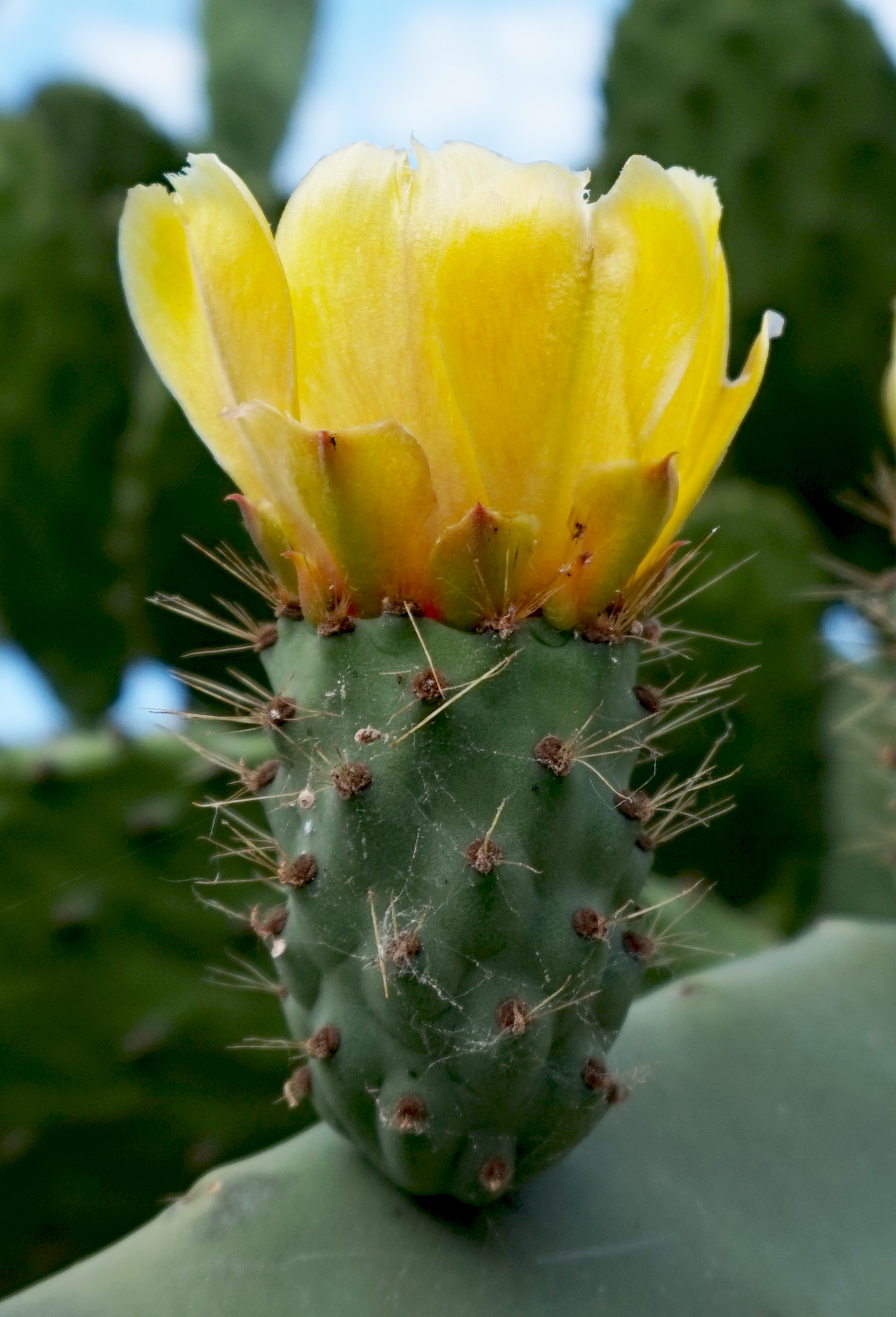
꽃봉오리
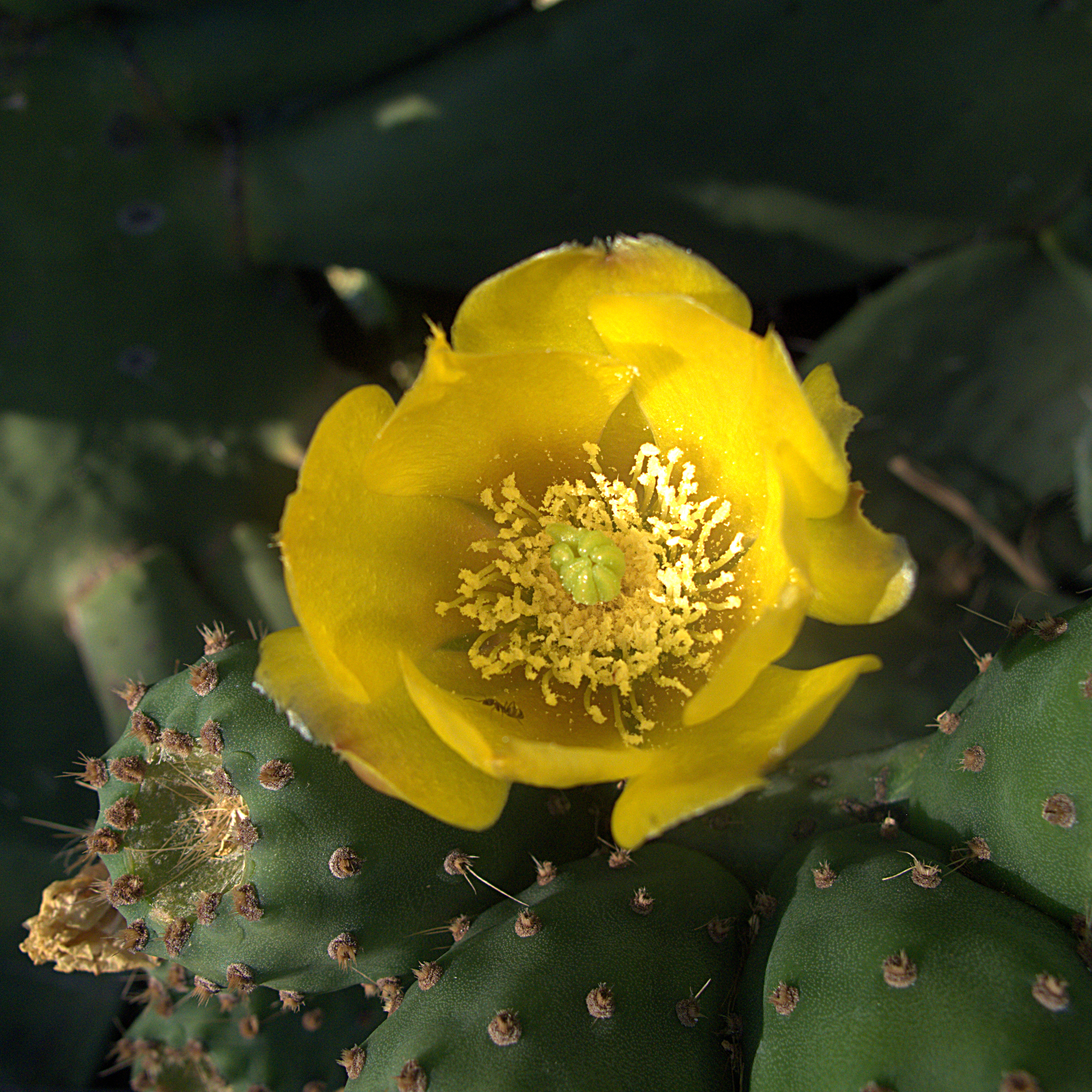
꽃
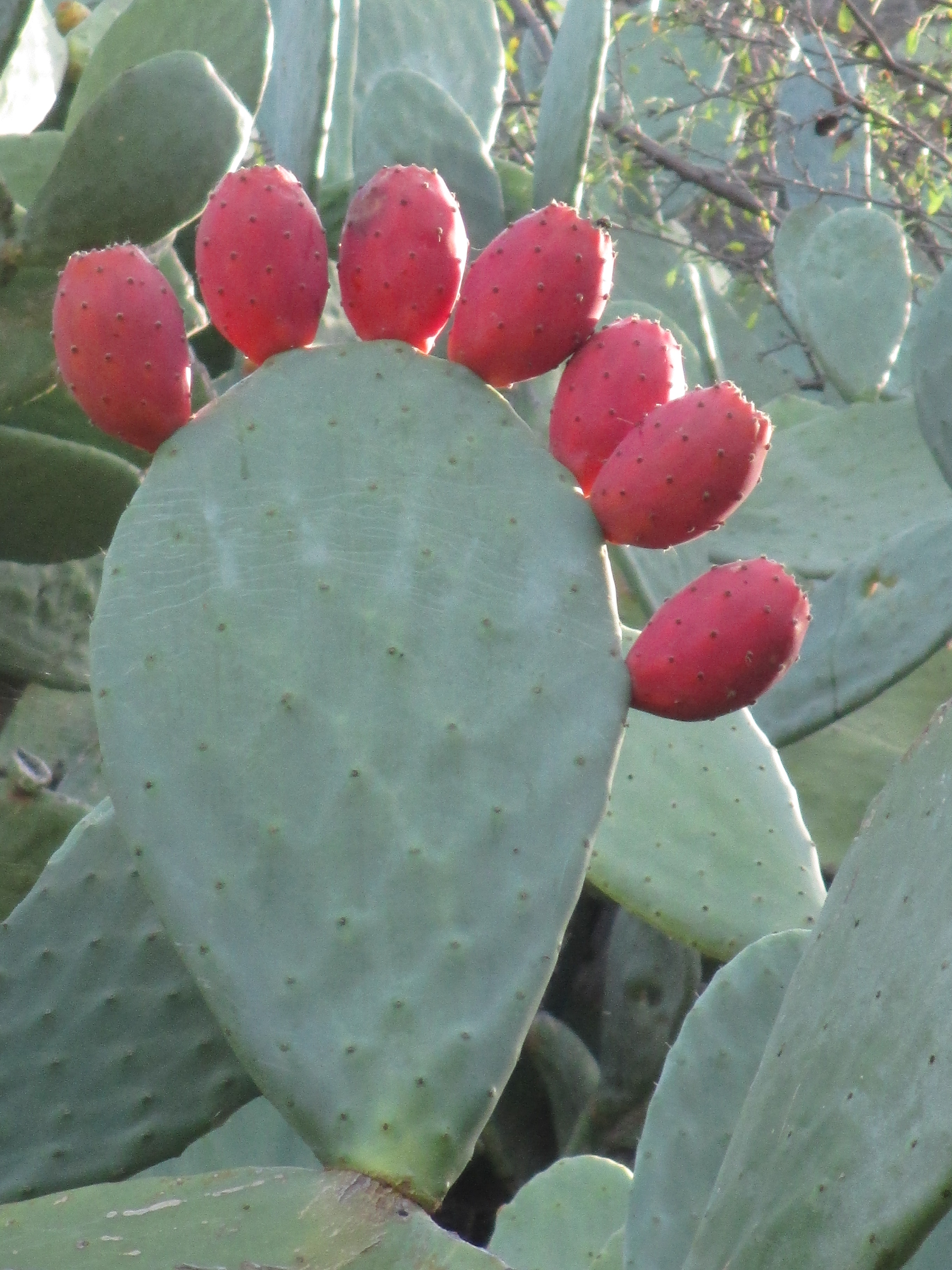
열매
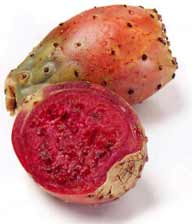
열매 단면